# Steirische Rauhhaarbracke
Chó săn lông thô Styria hay Steirische Rauhhaarbracke (FCI No. 62), (tiếng Đức: Steirische Rauhhaarbracke) là một giống chó cỡ vừa có nguồn gốc ở tỉnh Styria của Áo. Nó được nuôi như scenthound (chó săn nhờ mùi hương), để săn heo rừng ở địa hình đồi núi. Loài này là một trong những Bracke lớn của Áo.

## Ngoại hình
Chó săn lông thô Styria là một giống chó săn có kích thước trung bình, với chiều cao ở các vai là 45–53 cm (17.5–21 in), và nặng khoảng 15–18 kg (33-40 lb) với thân hình cơ bắp tốt và biểu hiện nghiêm túc.
Tên giống đề cập đến lớp lông, thô (mặc dù không có nhiều lông). Màu lông có màu đỏ và màu nâu vàng; có thể có mảng màu trắng trên ngực.

## Lịch sử
Giống chó này được tạo ra vào những năm 1870 bởi Karl Peintinger, một nhà công nghiệp từ Styria. Peintinger đã lai tạo chó "Hela 1" của anh, từ một loại chó săn cũ của người Hà Lan, với một con chó săn Istarski Kratkodlaki Gonič, và tiếp tục lai tạo chọn lọc cho đến khi một con chó săn được săn chắc và thô ráp đã đạt được Loài này được người Áo và người Slovenia sử dụng để săn lợn rừng. Nó cũng có thể được sử dụng để theo dõi động vật bị thương thông qua địa hình gồ ghề và ở độ cao cao.
Như với nhiều giống lai tạo cho công việc, chúng thường không được nuôi như một con chó đồng hành và không làm cho vật nuôi tốt; chúng đòi hỏi rất nhiều không gian và tập thể dục.